# 死ぬまで一生愛されてると思ってたよ
『死ぬまで一生愛されてると思ってたよ』（しぬまでいっしょうあいされてるとおもってたよ）は、2012年4月18日に発売されたクリープハイプのメジャー1枚目のオリジナルアルバム。

## 概要

### リリース
バンドのメンバーが脱退するなど尾崎一人になっている時期を経て、2009年の後半に現在のメンバーが加入し、ライブでの認知度の高まりとともにメジャー・レーベルとの契約につながり本作のデビューとなる。
初回限定盤と通常盤の2種類がリリースされ、初回限定盤はCD＋DVDの2枚組で、CDにはボーナストラックとして「ex ダーリン」が収録されている。また2013年4月1日には愛蔵盤として、通常盤のCD＋副読本「信じていたのに嘘だったんだ」(104ページ）の完全生産限定盤が発売された。尾崎の描くショートストーリーが収められたこの書籍は単体でも発売されている。
第5回CDショップ大賞入選作品に選ばれている。

### アルバムのテーマ
「チロルとポルノ」などインディーズ時代の曲も再録されているが、歌詞のテーマはその頃から変わってないという。思い通りにならないことを人に伝える歌が多いが、人の変わった部分に訴えるような、痒いところに手が届くことを意識して作ったと尾崎が述べている。また、より人に届きやすい言葉を選び、耳に届きやすいメロディも作っているとコメントしている。
制作に関しては、尾崎がメンバーの前で最初に弾き語り、メンバーが何も感じなくて早い段階で形にならない曲は止めるという。なのでこのアルバムには自分達がもう一回やりたいと思った曲しか入れなかったとコメントしている。

### タイトルについて
このアルバムのタイトルは本作の1曲目に収録されている「愛の標識」の冒頭の歌詞から付けられている。

## 収録曲

### CD
| #         | タイトル | 作詞・作曲     | 時間  |
| --------- | --- | -------------- | ----- |
| 1.        | 「愛の標識」 | 尾崎世界観     | 2:55  |
| 2.        | 「イノチミジカシコイセヨオトメ」(インディーズ時代の自主制作音源『東京とライブ』に収録されていた曲を再録。)                             | 尾崎世界観     | 3:11  |
| 3.        | 「手と手」(インディーズ時代の自主制作音源『東京とライブ』に収録されていた曲を再録。)                                                   | 尾崎世界観     | 3:27  |
| 4.        | 「オレンジ」 | 尾崎世界観     | 3:57  |
| 5.        | 「バイト バイト バイト」 | 尾崎世界観     | 4:28  |
| 6.        | 「ミルクリスピー」(インディーズ時代の自主制作音源『最後の夜の夢』に収録されていた曲を再録。)                                           | 尾崎世界観     | 5:12  |
| 7.        | 「身も蓋もない水槽」 | 尾崎世界観     | 2:53  |
| 8.        | 「ABCDC」 | 尾崎世界観     | 3:47  |
| 9.        | 「火まつり」(メインボーカルはカオナシ)                                                                                                 | 長谷川カオナシ | 2:15  |
| 10.       | 「蜂蜜と風呂場」(廃盤になったインディーズ時代の2ndミニアルバム『When I was young, I'd listen to the radio』に収録されていた曲を再録。) | 尾崎世界観     | 3:39  |
| 11.       | 「チロルとポルノ」(廃盤になったインディーズ時代の1stミニアルバム『ねがいり』に収録されていた曲を再録。)                                | 尾崎世界観     | 3:42  |
| 12.       | 「ex ダーリン」(初回盤ボーナストラック)                                                                                                | 尾崎世界観     | 7:03  |
| 合計時間: | 合計時間: | 合計時間:      | 46:29 |

### 初回限定盤DVD
1. イノチミジカシコイセヨオトメ
ショートフィルム
2. オレンジ
ミュージックビデオ